# Neumühle (Petersaurach)
Neumühle is een plaats in de Duitse gemeente Petersaurach, deelstaat Beieren.